# I Monkees
I Monkees (The Monkees) è una serie televisiva statunitense in 58 episodi trasmessi per la prima volta nel corso di due stagioni dal 1966 al 1968.
È una serie musicale incentrata sulle vicende di quattro giovani che mettono su il gruppo dei Monkees e cercano di farsi un nome come rock band.

## Personaggi e interpreti
- Davy (58 episodi, 1966-1968), interpretato da Davy Jones.
- Micky (58 episodi, 1966-1968), interpretato da Micky Dolenz.
- Peter (58 episodi, 1966-1968), interpretato da Peter Tork.
- Mike (57 episodi, 1966-1968), interpretato da Michael Nesmith.
- David Price (se stesso, 23 episodi, 1966-1968), interpretato da David Price.
- David Pearl (se stesso, 21 episodi, 1966-1968), interpretato da David Pearl.
- Ragazza bionda con Davy (13 episodi, 1966-1968), interpretata da Valerie Kairys.
- Mr. Schneider (13 episodi, 1966-1968), interpretato da James Frawley.
- $3500 Man (11 episodi, 1966-1968), interpretato da Richard Klein.
- Intervistatore (10 episodi, 1966-1968), interpretato da Bob Rafelson.
- Duce (7 episodi, 1967-1968), interpretato da Monte Landis.

### Guest star
Tra le guest star: Bing Russell, Valerie Kairys, Jill Van Ness, Larry Gelman, Toni Basil, Nita Talbot, Stuart Margolin, Clarke Gordon, Pat Paulsen, Ken Del Conte, Vincent Beck, Ceil Cabot, Theodore Marcuse, Katherine Walsh, Mark Harris, Lea Marmer, Stacey Gregg, Oliver McGowan, Milton Parsons, Severn Darden, Walter Janowitz, Dorothy Konrad, Elaine Fielding, Stan Freberg, David Hull, Andre Philippe, Louis Quinn, Vic Tayback, Jacques Aubuchon, Arlene Charles.

## Produzione
La serie, ideata da Bob Rafelson e Bert Schneider, fu prodotta da National Broadcasting Company, Raybert Productions e Screen Gems Television e girata negli studios della Columbia/Sunset Gower a Los Angeles e nel Columbia/Warner Bros. Ranch di Burbank in California. Le musiche furono composte da Stu Phillips e Allyn Ferguson.

### Registi
Tra i registi sono accreditati:
- James Frawley in 28 episodi (1966-1968)
- Bob Rafelson in 6 episodi (1966-1968)
- Alexander Singer in 6 episodi (1967-1968)
- Bruce Kessler in 4 episodi (1966-1967)
- David Winters in 2 episodi (1967-1968)
- Jon C. Andersen in 2 episodi (1967)
- Russ Mayberry in 2 episodi (1967)
- Gerald Shepard in 2 episodi (1967)

### Sceneggiatori
Tra gli sceneggiatori sono accreditati:
- Dee Caruso in 22 episodi (1966-1968)
- Gerald Gardner in 22 episodi (1966-1968)
- Dave Evans in 9 episodi (1966-1968)
- Peter Meyerson in 8 episodi (1966-1968)
- Coslough Johnson in 6 episodi (1967-1968)
- Treva Silverman in 5 episodi (1966-1967)
- Jack Winter in 5 episodi (1967)
- Robert Schlitt in 4 episodi (1966-1967)
- David Panich in 3 episodi (1966-1968)
- Bernie Orenstein in 3 episodi (1966)
- Neil Nephew in 3 episodi (1967-1968)
- Jon C. Andersen in 2 episodi (1967-1968)
- Bob Rafelson in 2 episodi (1967-1968)
- Stanley Ralph Ross in 2 episodi (1967)

## Distribuzione
La serie fu trasmessa negli Stati Uniti dal 12 settembre 1966 al 25 marzo 1968  sulla rete televisiva NBC. In Italia è stata trasmessa con il titolo I Monkees.
Alcune delle uscite internazionali sono state:
- negli Stati Uniti il 12 settembre 1966 (The Monkees)
- nei Paesi Bassi il 3 dicembre 1966
- nel Regno Unito il 2 gennaio 1967
- in Germania Ovest il 16 settembre 1967 (Die Monkees)
- in Venezuela (Los Monkees)
- in Finlandia (Monkees)
- in Italia (I Monkees)

## Episodi
| Stagione         | Episodi | Prima TV USA |
| ---------------- | ------- | ------------ |
| Prima stagione   | 32      | 1966-1967    |
| Seconda stagione | 26      | 1967-1968    |